# Ballstraße 19 (Quedlinburg)

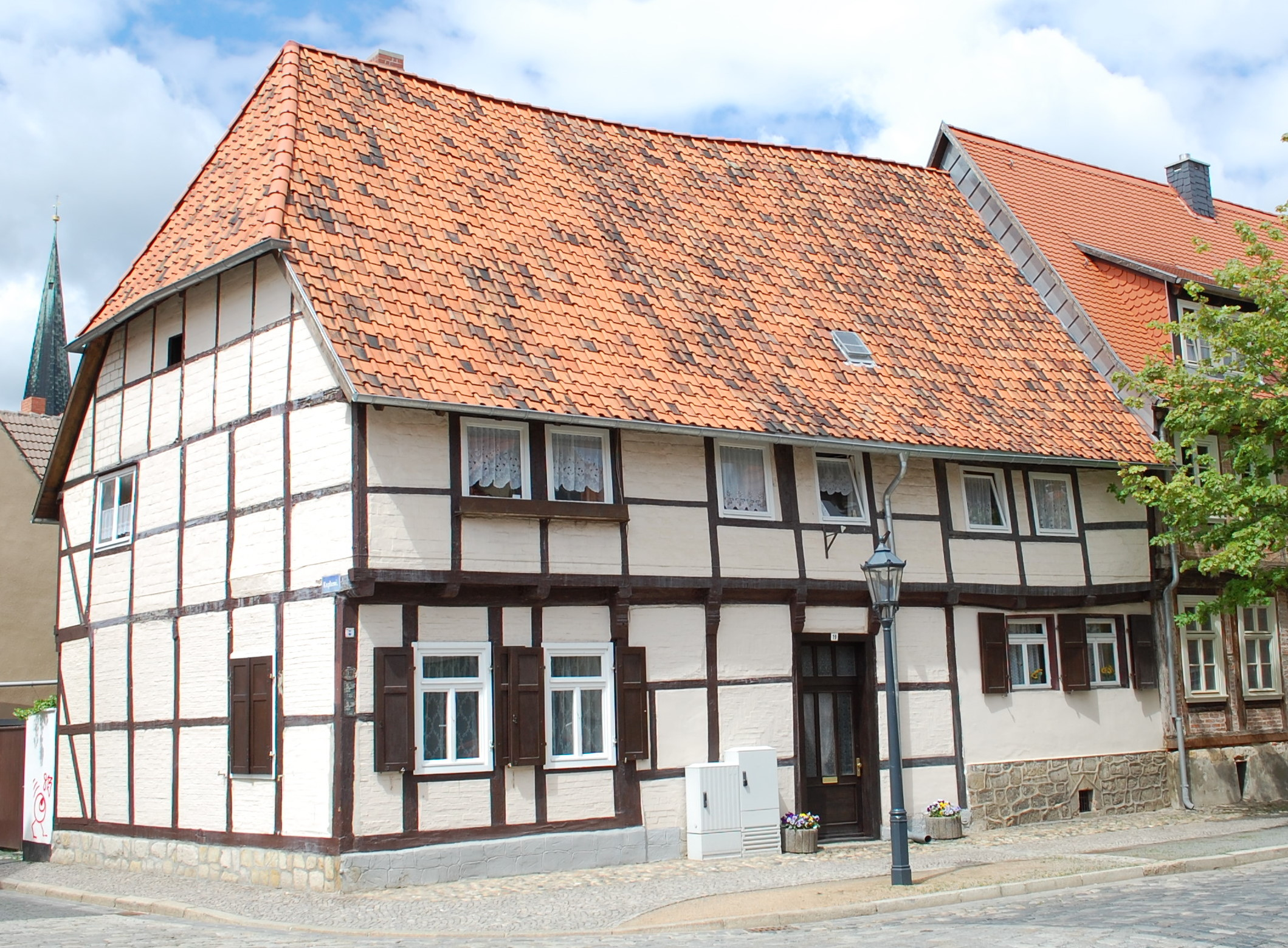
Ballstraße 19, 2012

Das Haus Ballstraße 19 ist ein denkmalgeschütztes Gebäude in der Stadt Quedlinburg in Sachsen-Anhalt.

## Lage
Das Gebäude befindet sich an der nördlichen Ecke der Einmündung der Straße Kaplanei auf die Ballstraße im östlichen Teil der historischen Quedlinburger Neustadt. Das im Quedlinburger Denkmalverzeichnis eingetragene Wohnhaus gehört zum UNESCO-Weltkulturerbe.

## Architektur und Geschichte
Das Gebäude entstand in der Zeit um 1500 und ist damit vermutlich das älteste Fachwerkhaus der Straße. Markant ist das hohe steile Krüppelwalmdach. Als Verzierungen an der Fachwerkfassade finden sich beschnitzte Knaggen.
Auf der Nordseite des Hofs stehen zwei im 18. Jahrhundert ebenfalls in Fachwerkbauweise gebaute Wirtschaftsbauten, die durch aus Sandstein errichtete Giebel getrennt sind. Ebenfalls als Fachwerkbau entstand im 19. Jahrhundert eine querstehende Scheune.